# (11115) Kariya
(11115) Kariya est un astéroïde de la ceinture principale.

## Description
(11115) Kariya est un astéroïde de la ceinture principale. Il fut découvert le 21 novembre 1995 à Kuma Kogen par Akimasa Nakamura. Il présente une orbite caractérisée par un demi-grand axe de 3,10 UA, une excentricité de 0,15 et une inclinaison de 6,1° par rapport à l'écliptique.

## Compléments